# Ким Сан Бок
Ким Сан Бок (22 декабря 1927 года, Черниговский район, Владивостокский округ, Дальневосточный край — дата смерти неизвестна) — звеньевой колхоза «Звезда» Нижне-Чирчикского района Ташкентской области, Узбекская ССР. Герой Социалистического Труда (1953).

## Биография
Родился в 1927 году в крестьянской семье в одном из сельских населённых пунктов Черниговского района Владивостокского округа.
В 1937 году вместе с родителями депортирован на спецпоселение в Ташкентскую область Узбекской ССР. В 1944 году окончил семь классов неполной средней школы.
С 1944 года работал в Чиназской районной инспектуре Центрального управления статистики Ташкентской области. С 1948 года трудился рядовым колхозником, звеньевым в колхозе «Звезда» Нижне-Чирчикского района. За выдающиеся трудовые достижения в 1950 году был награждён Орденом Ленина.
В 1951 году звено Ким Сан Бока собрало в среднем с каждого гектара по 93,6 центнеров зеленцового стебля джута на участке площадью 6 гектаров. Указом Президиума Верховного Совета СССР от 21 декабря 1953 года удостоен звания Героя Социалистического Труда «за получение высоких урожаев зеленцового стебля джута в 1951 году при выполнении колхозом обязательных поставок и контрактации по всем видам сельскохозяйственной продукции, натуроплаты за работу МТС» с вручением ордена Ленина и золотой медали «Серп и Молот».
С 1954 года — рядовой колхозник колхоза имени Маркса Нижне-Чирчикского района. В последующие годы трудился на заводе железобетонных изделий треста «Узсельстройдеталь» Ташкентской области (1968—1972), рабочим садвинсовхоза «Белоруссия» Самаркандской областит (1972—1982), рабочим садвинсовхоза имени XXIII партсъезда Самаркандской области (1982—1984), слесарем 5-го разряда отдела главного механика производственного объединения «Узводремстройэксплуатация» Ташкентской области (1985—1987).
В конце 1980-х годов проживал в городе Бектимир (с 1981 года — Нариманов, сегодня — Бектимирский район Ташкента).
Проживал в Ташкенте. С 1989 года — персональный пенсионер союзного значения.
Дата смерти не установлена. 
Награды
- Герой Социалистического Труда
- Орден Ленина — дважды (17.07.1951; 1953)